# 西尾市岩瀬文庫
西尾市岩瀬文庫（にしおしいわせぶんこ）は、愛知県西尾市亀沢町の鶴城公園にある市立の博物館である。隣接地には西尾市立図書館がある。交通手段は六万石くるりんバスの図書館・岩瀬文庫西停留所下車後徒歩。

## 年表
- 1908年（明治41年）5月6日 - 私立図書館の岩瀬文庫として開館。
- 1930年（昭和5年）1月3日 - 岩瀬弥助が死去して財団法人岩瀬文庫となる。
- 1955年（昭和30年）4月 - 西尾市に移管されて公立図書館の西尾市立図書館岩瀬文庫が開館。
- 2003年（平成15年）4月2日 - 博物館としての西尾市岩瀬文庫が開館。
- 2007年（平成19年）12月7日 - 博物館法に基づく博物館として登録される。

## 歴史

### 私立・財団立図書館時代

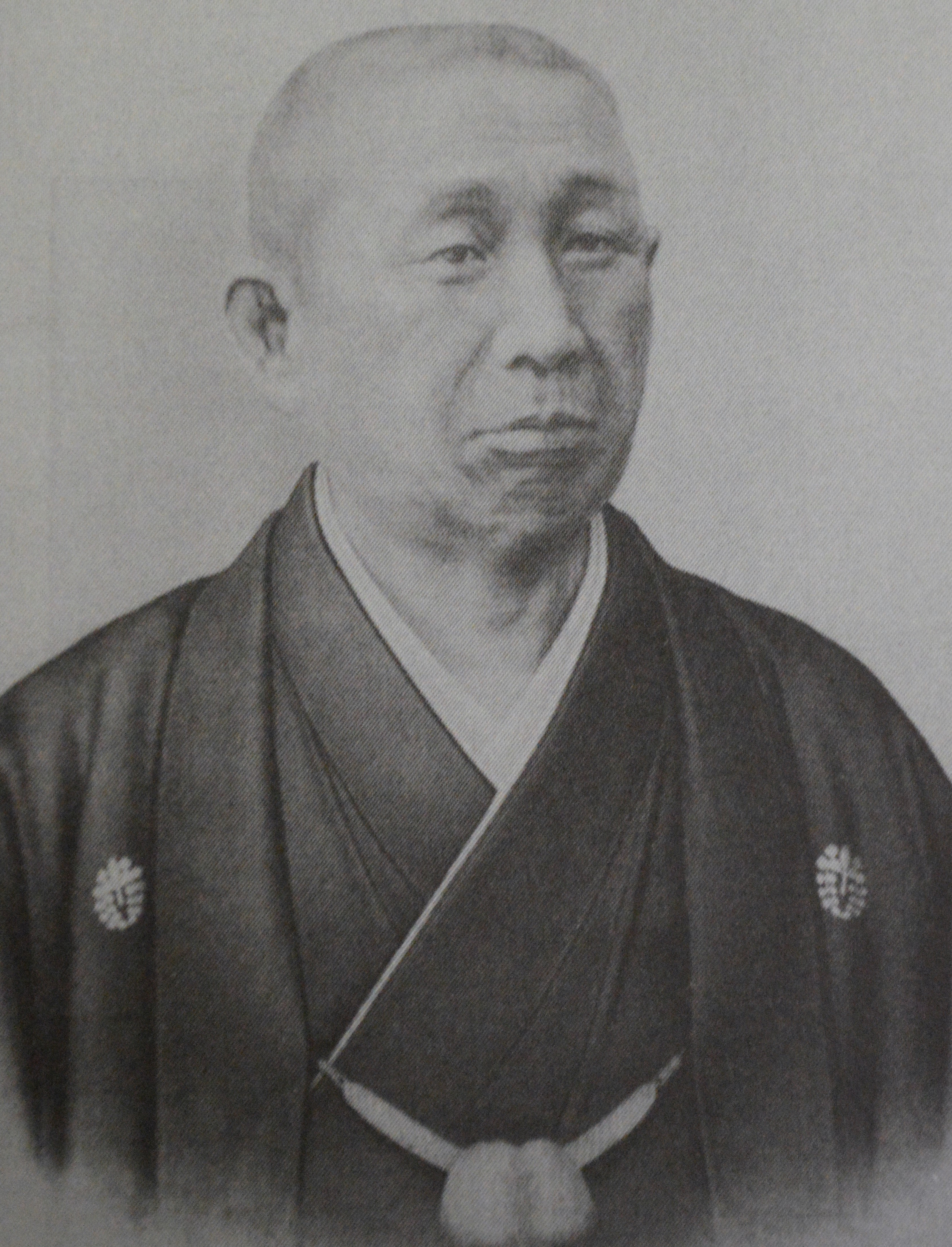
岩瀬文庫創設者の岩瀬弥助

西尾出身の実業家である岩瀬弥助の手によって、1908年（明治41年）5月6日に文庫・私立図書館として岩瀬文庫が創設された。1919年（大正8年）頃には西原吉治郎の設計によって、煉瓦造で地下1階地上3階建の書庫が竣工している。1930年（昭和5年）1月3日に岩瀬が死去すると、遺言によって財団法人が設立されて岩瀬文庫が運営された。

### 公立図書館時代
戦後には財団法人による運営が困難となり、1955年（昭和30年）には西尾市が約10万冊の蔵書をすべて購入。土地と書庫は西尾市に寄贈され、4月には公立図書館の西尾市立図書館岩瀬文庫が開館した。1967年（昭和42年）には岩瀬文庫書庫の南西側に、岩瀬文庫の図書館としての機能を補完する西尾市郷土館が開館。岩瀬文庫と西尾市郷土館は一体的に運用された。1983年（昭和58年）8月には西尾市郷土館の南側に、西尾市初の本格的な図書館である西尾市立図書館が開館。岩瀬文庫は図書館としての役割を終えた。
1999年（平成11年）6月7日には岩瀬文庫書庫が国の登録有形文化財に登録された。

### 博物館時代
2003年（平成15年）4月2日には本館や収蔵庫を新たに建設し、国内初の「古書ミュージアム」を謳った博物館の西尾市岩瀬文庫が開館した。本館の設計は若山滋と青島設計の張奕文。プレキャスト・プレストレストコンクリート造であり、地上2階建て・地下1階建てである。同年には本館が「第11回愛知まちなみ建築賞」を受賞している。2005年（平成17年）に愛知県愛知郡長久手町と瀬戸市で開催された愛知万博では、岩瀬文庫の収蔵品である『本草図説』内の動植物の絵が「瀬戸愛知県館」にパノラマ展示された。
2007年（平成19年）12月7日には、博物館法に基づく博物館として登録された。2008年（平成20年）には岩瀬弥助による創立から100周年を迎え、5月6日には「全国文庫サミット」を開催した。また「岩瀬弥助記念書物文化賞」を創設した。2016年（平成28年）8月7日には皇太子徳仁親王が岩瀬文庫を視察した。2017年（平成29年）2月23日には皇太子徳仁親王が記者会見で岩瀬文庫訪問時の印象などを語った。

## 特色
かつて蔵書数は約10万冊だったが、現在は約8万冊の蔵書を有する。毎年10月に「にしお本まつり」が開催されている。

## 主な収蔵品
- 後奈良天皇宸翰般若心経（参河国） - 国の重要文化財。
- 『本草図説』 - 江戸時代の高木春山の自筆による彩色の博物図鑑195冊。
- 『本草図譜』 - 江戸時代の岩崎灌園による彩色の植物図鑑の一部。
- 柳原文庫本 - 京都の柳原伯爵家の旧蔵本1900点で、『枕草子』の写本などがある。
- 寺津八幡書庫本 - 寺津八幡社の神官で国学者だった渡辺政香が書写、収集した寺津八幡書庫の旧蔵本。
- 羽田文庫本 - 渡辺政香と交友のあった豊橋の羽田八幡宮の神官・羽田野敬雄が創設した羽田文庫旧蔵書の一部。

## 参考資料
- 塩村耕 『こんな本があった! 江戸珍奇本の世界 古典籍の宝庫岩瀬文庫より』 家の光協会、2007年 ISBN 978-4-259-54704-2
- 塩村耕（編）『三河に岩瀬文庫あり 図書館の原点を考える』 風媒社、2016年 ISBN 978-4-8331-1544-5